# Rocky Point (Nowa Południowa Walia)
Rocky Point – przedmieście w regionie Środkowe Wybrzeże w Nowej Południowej Walii. 
Ma powierzchnię 0,127 kilometrów kwadratowych. Rocky Point ma 262 (2021) mieszkańców i znajduje się w australijskiej strefie czasu wschodniego Australia. Rocky Point wyznacza północną flankę odcinka plaży Minnie Water.

## Znani mieszkańcy
- Bungaree, aborygeński przywódca
- Nils Seethaler, antropolog